# Cyril Mango
Cyril Alexander Mango (Estambul, 14 de abril de 1928 - Oxford, 8 de febrero de 2021) fue un académico británico especializado en historia, arte y arquitectura del Imperio bizantino.
Mango fue profesor Koraes de Historia, Lengua y Literatura Griega Moderna y Bizantina en el King's College de Londres, profesor emérito de lengua y literatura griega bizantina y moderna en la Universidad de Oxford y profesor emérito del Exeter College de Oxford.

## Biografía
Mango nació el 14 de abril de 1928 en Estambul, Turquía, siendo el menor de los tres hijos de Alexander A. Mango, descendiente de una familia genovesa que llegó a Estambul vía Quíos, y de Adelaide, conocida como Ada Mango (de soltera Damonov), una refugiada de Bakú. Uno de sus hermanos, Andrew Mango, llegó a ser jefe del Servicio del Sudeste Europeo del Servicio Mundial de la BBC, también fue un académico y escritor sobre Turquía. Su otro hermano, Anthony, se mudó a los Estados Unidos, trabajando en las Naciones Unidas. Se criaron en un hogar multilingüe donde el idioma común era el francés, pero los niños también hablaban ruso, griego, inglés y turco. Cyril Mango también hablaba español e italiano con fluidez.
Tras cursar sus estudios en el instituto inglés para varones de Estambul, donde su padre, que se nacionalizó británico tras estudiar Derecho en Inglaterra, fue abogado y asesor legal del embajador británico, se graduó en la Universidad de St. Andrews con un máster en filología clásica en 1949. Continuó sus estudios en la Universidad de París, y en 1953 se doctoró en Historia en la Sorbona.
En 1953, se casó con Mabel Grover, pero el matrimonio terminó. Posteriormente se casó con Susan A. Gerstel en 1964, pero este matrimonio también finalizó. Finalmente, se casó con la arqueóloga e historiadora bizantina Marlia Mundell en 1976. Tuvo dos hijas, una de su matrimonio con Mabel y otra de su matrimonio con Susan.
En 2008, Mango donó su extensa biblioteca privada a la Biblioteca Gennadius, que celebró un simposio en honor a su ochenta cumpleaños titulado «Atenas bizantina: monumentos, excavaciones, inscripciones» y las fotografías que se le atribuyen se conservan en la Biblioteca Conway, cuyo archivo de imágenes principalmente arquitectónicas se está digitalizando como parte del proyecto más amplio Courtauld Connects.
Entre 1951 y 1963, Mango desarrolló una destacada trayectoria en Dumbarton Oaks, en Washington D. C., donde alcanzó el puesto de profesor de Arqueología Bizantina y asumió el rol de editor ejecutivo de Dumbarton Oaks Publications. Entre 1963 y 1968, Mango se desempeñó en el King's College de Londres como profesor Koraes de Historia, Lengua y Literatura Griega Moderna y Bizantina; y de 1973 a 1995, fue profesor de Lengua y Literatura Griega Bizantina y Moderna en la Universidad de Oxford.

## Libros
- The Brazen House: A Study of the Vestibule of the Imperial Palace of Constantinople (1959)
- Materials for the study of the mosaics of St. Sophia at Istanbul (1962)
- The Treasures of Turkey: The Earliest Civilizations of Anatolia, Byzantium, the Islamic Period. Cyril Mango, Ekrem Akurgal y Richard Ettinghausen (1966)
- The Art of Byzantine Empire (1972)
- Byzantine Architecture (1976)
- Byzantium: The Empire of New Rome (1980)[13]
- Byzantium and its Image: History and Culture of the Byzantine Empire and its Heritage (1984)
- Le développement urbain de Constantinople (IVe - VIIe siècles) (1985)
- Studies on Constantinople (1993)
- Hagia Sophia: A Vision for Empires (1997). Texto de Cyril Mango, fotografías de Ahmet Ertuğ
- Chora: The Scroll of Heaven (2000). Texto de Cyril Mango, fotografías de Ahmet Ertuğ
- The Oxford History of Byzantium (2002). Editado por Cyril Mango[14]